# Люди (телесеріал)
Люди (англ. Humans, стил. HUM∀NS) — британсько-американський науково-фантастичний телесеріал, який дебютував у червні 2015 р. на телеканалах «Channel 4» і «AMC». Сценарій написаний британською командою, Семом Вінсентом і Джонатаном Бреклі, серіал створений на основі шведського т/с «Реальні люди». Сюжет розгортається в паралельному світі, де досліджуються відносини і межа між людьми і машинами.
Перший сезон серіалу, який складається з восьми серій, транслювався з 14 червня до 2 серпня 2015 року. Прем'єра другого сезону (також вісім серій) відбулася 30 жовтня та завершилася 18 грудня 2016 року. Прем'єра третього сезону запланована на 2018 рік.

## Сюжет
Історія відбувається в паралельному сьогоденні, де люди у повсякденному житті мають при собі пристрій «Синтетик» — робот-андроїд, який сильно нагадує людину.

## Ролі

### Головні
- Колін Морган — Лео Ельстер, утікач, який намагається вистежити когось зі свого минулого.
- Іванно Єремія — Макс, синтетик Лео.
- Джемма Чан — Міа / Аніта, синтетик, який поводиться майже як людина.
- Кетрін Паркінсон — Лаура Хокінс, неспокійна жінка, чий чоловік Джо купив синтетика у відчайдушній спробі вирішити свої проблеми.
- Том Ґудман-Гілл — Джо Хокінс, чоловік і покупець Аніти.
- Вільям Херт — д-р Джордж Міллікан, геніальний науковець. Інженер-механік оригінального проекту синтетиків.
- Вілл Тюдор — Оді, застарілий синтетик доктора Джорджа Міллкана.
- Ребекка Фронт — Віра, владний синтетик-медик, доглядає за Джорджем.
- Ніл Маскелл — Піт Драммонд, поліцейський.
- Денні Вебб — професор Едвін Гобб

### Другорядні
- Емілі Беррінгтон — Ніска, свідомий синтетик, яка здатна відчувати біль.
- Люсі Карлесс — Метті Хокінс, дочка-підліток Джо і Лаури.
- Тео Стівенсон — Тобі Хокінс, син Джо і Лаури.
- Пікс Девіс — Софі Хокінс, молодша дочка Лаурм і Джо.
- Джилл Халфпенні — Джилл Драммонд, інвалідна дружина Піта Драммонда.
- Еллен Томас — Ліндсі Ківанук.
- Джонатан Аріс — Роберт.

## Виробництво

### Розвиток
Серіал анонсований в квітні 2014 р. як частина партнерства між Channel 4 і Xbox Entertainment Studios. Проте, після того, як Microsoft Xbox закрив Entertainment Studios партнером каналу став AMC. Зйомки почалися восени 2014 р., прем'єра відбулася 14 червня 2015. Бюджет склав 12 мільйонів фунтів стерлінгів.

### Екранізація
Під час репетицій Джемма Чан і її колеги актори-«роботи» були відправлені в «школу синтетиків» під керівництво хореографа, щоб позбутися будь-яких фізичних жестів людини і стати переконливими синтетиками.
Кетрін Паркінсон почала зніматися через шість тижнів після народження другої дитини.

### Трансляція
Перший епізод серіалу був представлений у Великій Британії на Channel 4, 14 червня 2015 р. відбулася прем'єра в Сполучених Штатах, в Канаді — на AMC 28 червня 2015.

## Рейтинги
Шоу на Channel 4 отримало найвищий рейтинг драматичного серіалу з 1992 р.